# Голямо Робско езеро
Голямото Робско езеро (на английски: Great Slave Lake; на френски: Grand lac des Esclave) е 2-рото по големина езеро в Северозападните територии. Площта му, заедно с островите в него е 28 568 км2, която му отрежда 4-то място сред езерата на Канада и 9-о в света. Площта само на водното огледало без островите е 27 048 км2. Надморската височина на водата е 156 м.

## География

### Географско положение
Езерото се намира в Северна Канада, в южната част на Северозападните територии. Крайните му географски точки са следните:
на север: 62°57′33″ с. ш. 109°56′29″ з. д. / 62.959167° с. ш. 109.941389° з. д.
на юг 60°49′32″ с. ш. 115°28′13″ з. д. / 60.825556° с. ш. 115.470278° з. д.
на изток 62°47′53″ с. ш. 108°54′00″ з. д. / 62.798056° с. ш. 108.9° з. д.
на запад 61°06′07″ с. ш. 117°02′58″ з. д. / 61.101944° с. ш. 117.049444° з. д.
Голямото Робско езеро има дължина от запад на изток 480 км и максималната му ширина от север на юг е 109 км.

### Батиметрия, климат
Обемът на водната маса в езерото, в зависимост от сезоните от 1070 км3 до 2088 км3, като средната му дълбочина е 41 м, а максималната – 614 м, в източната му част, в залива Кристи. Голямото Робско езеро явява най-дълбокото езеро в Канада и второ в Северна Америка след Крейтър Лейк, Орегон, САЩ. От октомври до юни Голямото Робско езеро е покрито с дебела ледена кора.
Климатичните показатели за периода 1971–2000 г. за станция Йелоунайф (на северното крайбрежие на езерото) са следните:
средна годишна температура – -4,6 °C
средна температура на най-студения месец (януари) – -26,8 °C
средна температура на най-топлия месец (юли) – +16,8 °C
средно годишни валежи – 280,7 мм
максимум – август 40,9 мм
минимум – април 10,8 мм

### Брегове, острови, водосборен басейн
Бреговата линия на езерото е силно разчленена, като общата ѝ дължина е 3057 км. Основната водна маса с площ от 18 500 км2, обем от 596 км3 и максимална дълбочина до 187,7 м заема западната част на езерото. В най-западната част, където изтича река Маккензи се намира заливът Дийп, а далеч на север се простира големия залив Норт Арм. Източната, по-малка част от езерото представлява огромен ръкав, осеян с множество острови (Бланчет, Симпсън, Пребъл, Етън, Кийт и др.) с обща площ от 1520 км2, полуострови (п-ов Петей, най-голям), протоци и заливи (Маклауд, Кристи и др.), като тук се намира и най-дълбокото място на езерото.
Площта на водосборния му басейн е огромна – 985 300 km2, като в езерото се вливат множество реки, по големи от които са: Робска река (от югоизток), Хей (от югозапад), Йелоунайф (от север), Сноудрифт (от изток), Талтсън (от югоизток), Бъфало (от юг) и др. От най-западния ъгъл на езерото, при залива Дийп изтича най-голямата река на Канада и една от най-големите в света Маккензи.
Западните брегове на Голямото Робско езеро са покрити с гъсти иглолистни гори, а северните и източните от тундрова растителност.

### Селища
Бреговете на езерото са почти безлюдни. По дългата над 3000 км брегова линия има само шест населени места – Йелоунайф (на северния бряг, административен център на Северозападните територии), Релайнс (в най-източната част на езерото), Люцел Ке (на източния бряг, в близост до устието на река Сноудрифт), Форт Резолюшън (на югоизточния бряг, недалеч от устието на Робска река), Бъфало Ривър (на южния бряг, в устието на река Литъл бъфало) и Хей Ривър (на южния бряг, в устието на река Хей).

## История
През лятото на 1771 г. служителят на компанията „Хъдсън Бей“, търгуваща с ценни животински кожи Самюъл Хиърн на път на север към река Копърмайн открива езерото..
През 1930 г. покрай северния бряг на езерото са открити златни залежи и е основан град Йелоунайф, сегашният административен център на Северозападните територии.
През 1967 г. е пуснато в експлоатация шосе около цялото езеро, като по този начин са намалени до минимум доставките на стоки и товари до Йелоунайф и обратно по вода през лятото и по леда през зимата.
През 1978 г. в района на езерото падат останките от съветския спътник „Космос 954“, които предизвикват слабо радиоактивно замърсяване на местността.

## Етимология
Названието на езерото на български език възниква вероятно в превод от руски в резултат на недоразумение. Около езерото в продължение на стотици години обитава индианското племе слейви (Slavey), названието на което по погрешка е отъждествено с английската дума Slave (роб, робско), в резултата на което и името на езерото се превежда на различни езици в света като „робско“. Индианското племе слейви наброява около 10 000 души и обитава големи територии в Северна Канада. Аналогична объркване е станало и наименованието на Робска река.